# NGC 6562
NGC 6562 ist eine kompakte Galaxie vom Hubble-Typ C im Sternbild Drache am Nordsternhimmel. Sie ist schätzungsweise 304 Millionen Lichtjahre von der Milchstraße entfernt und hat einen Durchmesser von etwa 60.000 Lichtjahren.
Das Objekt wurde am 8. Juni 1885 vom US-amerikanischen Astronomen Lewis A. Swift entdeckt.